# 7364 Otonkučera
A 7364 Otonkučera (ideiglenes jelöléssel 1996 KS) a Naprendszer kisbolygóövében található aszteroida. Korado Korlević fedezte fel 1996. május 22-én.